# Malacopteron magnirostre
La tordina bigotuda (Malacopteron magnirostre) es una especie de ave paseriforme de la familia Pellorneidae propia del sudeste asiático.
Existen dos subespecies, la raza nominada M. m. magnirostre y la subespecie M. m. cinereocapilla (Salvadori, 1868). A veces se reconoce una tercera subespecie, flavum,  de las islas Anambas, pero por lo general se la agrupa con la raza nominada. La denominación específica magnirostre deriva del latín magnus «grande» y rostris por «pico». El nombre de la subespecie cinereocapilla deriva del latín cinereus en referencia a la «ceniza» y capillus «cabeza».

## Descripción
Mide unos 18 cm de largo y pesa entre 16 a 25 g. El plumaje del dorso es color marrón claro, mientras que sus partes inferiores son blancuzcas. Su píleo es marrón-oliva en la raza nominal, con una banda loral gris y una banda que asemeja un bigote.

## Distribución y hábitat
Se la encuentra en la región de la Sonda. La raza nominada habita en el extremo sur de Birmania y de Tailandia, Malasia peninsular y Sumatra; por su parte la subespecie M. m. cinereocapilla es endémica de la mitad norte de Borneo. Antiguamente, vivía en los bosques de Singapur, pero se cree se ha extinguido en dicha zona.
Su hábitat natural son los bosques bajos húmedos tropicales, bosques de zonas pantanosas, bosque secundarios, y antiguas plantaciones de goma, entre los 915 m s. n. m. hasta los 1200 m s. n. m. Hay quienes han sugerido que esta especie prefiere bosques qua han sido talados en vez de bosques primarios.

## Comportamiento
Se alimenta de insectos, incluidos escarabajos y langostas. Se alimentan en la zona de altura intermedia de los bosques entre 4 a 6 m del suelo.